# Matevos Isaakjan
Matevos Isaakjan (Russisch: Матевос Исаакян) (Moskou, 17 april 1998) is een Russisch autocoureur.

## Carrière
Isaakjan begon zijn autosportcarrière in het karting in zijn thuisland in 2010 en eindigde als vijfde in het Russische Super Mini Championship. In 2011 stapte hij over naar het landelijke KF3-kampioenschap en eindigde hier als zevende, voordat hij zich in 2012 verbeterde naar de vijfde plaats.
In 2013 maakte Isaakjan zijn debuut in het formuleracing met zijn overstap naar het Franse Formule 4-kampioenschap. Hij behaalde vijf podiumplaatsen op het Circuit Bugatti (tweemaal), Spa-Francorchamps, het Circuit du Val de Vienne en het Circuit Magny-Cours en eindigde op de vijfde plaats in het kampioenschap met 153 punten.
In de winter van 2014 reed Isaakjan in de Nieuw-Zeelandse Toyota Racing Series voor het team ETEC Motorsport. Met een zesde plaats tijdens het eerste raceweekend op Teretonga Park als beste resultaat eindigde hij als negende in het kampioenschap met 412 punten. Hierna keerde hij terug naar Europa om deel te nemen aan de Formule Renault 2.0 Alps voor het team JD Motorsport. Tijdens het eerste raceweekend op het Imola mocht hij nog niet racen omdat hij nog geen 16 jaar was, maar hij mocht wel de vrije trainingen rijden. Ondanks het missen van deze races behaalde hij zeven podiumplaatsen, waaronder twee overwinningen op de Red Bull Ring, waardoor hij met 180 punten achter Nyck de Vries en Charles Leclerc derde werd in de eindstand. Hiernaast reed hij ook als gastrijder in de eerste drie raceweekenden van de Eurocup Formule Renault 2.0, met twee zevende plaatsen op Spa-Francorchamps en de Moscow Raceway als beste resultaten.
In 2015 blijft Isaakjan bij JD Motorsport om zowel in de Eurocup als in de Alps het volledige seizoen te rijden. In de Eurocup werd hij met 87 punten tiende in het kampioenschap met twee derde plaatsen op Spa-Francorchamps en de Nürburgring als beste resultaten. In de Alps won hij twee races op de Red Bull Ring en Spa-Francorchamps en werd achter Jack Aitken, Jake Hughes en Thiago Vivacqua vierde in de eindstand met 193 punten. Aan het eind van dat jaar maakt hij op het Bahrain International Circuit zijn debuut in de GP3 Series voor het team Koiranen GP als vervanger van een van de vaste coureurs van het team, Adderly Fong.
In 2016 stapte Isaakyan fulltime over naar de GP3, waarin hij voor Koiranen bleef rijden. Hij kende een moeilijke campagne in dit kampioenschap en behaalde slechts een handvol puntenfinishes, met een vierde plaats op Spa-Francorchamps als hoogtepunt. Hierdoor eindigde hij op de zeventiende plaats in het klassement met 17 punten. Daarnaast maakte hij dat jaar zijn debuut in de Formule V8 3.5 voor het team SMP Racing, waar hij enkele dagen voor de start van het seizoen zijn geblesseerde landgenoot Vladimir Atoev verving. Vanwege zijn verplichtingen in de GP3 moest hij twee raceweekenden missen, maar behaalde desondanks één overwinning op het Circuito Permanente de Jerez en eindigde op de negende plaats in het kampioenschap met 70 punten.
In 2017 kiest Isaakyan voor een volledig seizoen in de Formule V8 3.5, dat de naam heeft veranderd naar de World Series Formule V8 3.5. Hierin stapt hij over naar het team SMP Racing with AVF.